# Arisaema xuanweiense
Arisaema xuanweiense är en kallaväxtart som beskrevs av Hen Li. Arisaema xuanweiense ingår i släktet Arisaema och familjen kallaväxter. Inga underarter finns listade.